# Луговое (Томская область)
Луговое — упразднённый посёлок в Тегульдетском районе Томской области России. На момент упразднения входил в состав Центрополигонской сельской администрации. Упразднена в 2004 году.

## География
Посёлок Луговое располагался на правом берегу реки Луговая (приток Чулыма), в 11 км (по прямой) к юго-западу от поселка Центрополигон.

## История
Основан в 1930-е годы как посёлок спецпереселенцев из кулацких элементов.
Постановлением Томской облдумы от 30 сентября 2004 года № 1490 посёлок Луговое исключён из учётных данных.

## Население
| 1952 | 1959 | 1970 | 1977 | 1979 | 1989 | 2002 |
| ---- | ---- | ---- | ---- | ---- | ---- | ---- |
| 50   | ↘42  | ↘15  | ↘2   | →2   | →2   | ↘0   |